# فرانکستن، ویکتوریا
فرانکستن (به انگلیسی: Frankston) یک شهر در استرالیا است که در City of Frankston واقع شده‌است.